# UnOpened
UnOpened (в превод от английски: „Неотворен“) е първият сингъл на финландската пауър метъл група Соната Арктика. Записан е през 2001 г. в студио „Tico Tico“. При първото пускане на сингъла на пазара, първата песен е неумишлено забавена. Грешката е открита след като първите дискове са достигнали до музикалните магазини. От тази партида са продадени приблизително 200 броя, които в днешно време са определяни за рядки колекционерски издания.

## Участници
- Тони Како – вокали, клавишни
- Яни Лииматайнен – китара
- Томи Портимо – ударни
- Janne Kivilahti – бас китара